# Puylaurens
 Puylaurens  (en occitano Puèglaurenç) es una población y comuna francesa, ubicada en la región de Mediodía-Pirineos, departamento de Tarn, en el distrito de Castres y cantón de Puylaurens.

## Demografía
| 3088 | 2936 | 2782 | 2778 | 2708 | 2792 |
| Para los censos de 1962 a 1999 la población legal corresponde a la población sin duplicidades (Fuente: INSEE [Consultar]) |      |      |      |      |      |

## Hijos ilustres
- Georges Frêche (1938-2010), político, presidente del Consejo Regional de Languedoc-Rosellón.